# Concienciación sobre la alfabetización en cómics

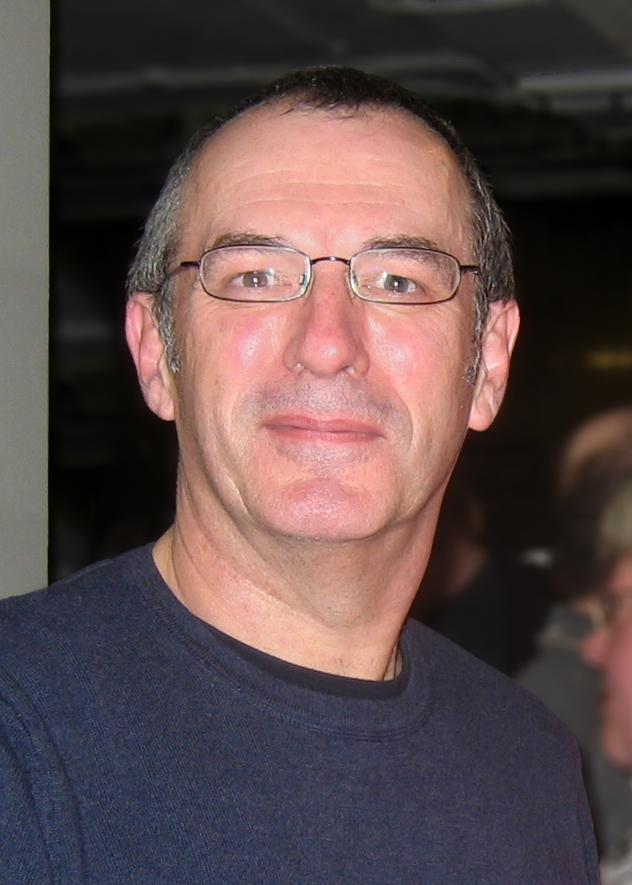
Dave Gibbons, Premio del Cómic

Fundada en 2014, es una organización benéfica registrada según la legislación inglesa  y su misión es aumentar los niveles de alfabetización de los niños del Reino Unido a través del cómic y las novelas gráficas.
CLAw organiza el Premio del Cómic del Reino Unido, siguiendo el modelo del Premio Infantil, para que actúe como embajador del cómic y su potencial para mejorar la alfabetización.  El primer Premio del Cómic, Dave Gibbons, fue seleccionado en octubre de 2014.  Los Premios del Cómic posteriores han sido Charlie Adlard (2017-19), Hannah Berry (2019-21), Stephen L. Holland (2021-23) y Bobby Joseph (2023-25). 

## Antecedentes legislativos en Latinoamérica
En Latinoamérica se han presentado diversas iniciativas para fomentar la historieta. En Argentina, un proyecto de ley impulsado por un grupo de dibujantes, entre ellos el cordobés Fernando Sosa (organizador del Comicazo), buscaba promover la historieta a nivel nacional, tomando como referencia un proyecto similar presentado por el diputado Vicentinho del PS-PT en Brasil. La iniciativa fue presentada a asesores de la diputada nacional Victoria Donda (Libres del Sur, Frente Amplio Progresista) y expuesta en la asamblea abierta de la Asociación de Dibujantes de Argentina (ADA) del 8 de mayo, con la participación de dibujantes de distintos grupos, quienes trabajan en el reconocimiento de los derechos de su gremio.
El proyecto resultó en la aprobación de la Ley 27.442, que establece la creación del Instituto Nacional de las Artes Gráficas (INAG) y fue sancionada el 11 de diciembre. Esta ley modifica la Ley de Fomento del Libro y la Lectura, ampliando su alcance para incluir la historieta como objeto de fomento estatal. Entre sus disposiciones, se establece la creación de un comité de evaluación integrado por miembros de la industria, denominado Consejo Asesor del Libro, y se permite que el Estado adquiera no menos del 8 % de la primera edición de cada obra editada e impresa en el país por autores argentinos.
El proyecto original puede consultarse en los siguientes enlaces:
- [Noticias Día x Día – Proyecto de Ley de Historieta Nacional](https://noticiasdiaxdia.com.ar/noticias/val/4256/-proyecto-historieta-nacional-regimen-de-fomento-y-promocion-.html)
- [Sitio de la Cámara de Diputados – Proyecto de Ley](https://www.diputados.gob.ar/comisiones/permanentes/ccultura/proyecto.html?exp=0502-D-2014)
- [La Voz – Ley de fomento a las artes gráficas con impulso local](https://www.lavoz.com.ar/vos/libros/ley-de-fomento-las-artes-graficas-con-impulso-local/)

- Medalla Kate Greenaway
- Lista de premios de cómic